# 杨丽萍
杨丽萍（1958年11月10日—），女，白族，云南洱源人，中国舞蹈艺术家，一级演员，中国舞蹈家协会副主席。1986年创作并表演独舞《雀之灵》，藉此一举成名。1992年成为中国大陆第一位赴台湾表演的舞蹈家，1994年凭借独舞《雀之灵》荣获中华民族20世纪舞蹈经典作品金奖。2003年和2009年她相继编导并主演原生态歌舞《云南映象》、《云南的响声》，大获成功。杨丽萍以“孔雀舞”闻名，其舞蹈风格多源于自然和真实的生活，擅长将舞蹈中原本动态的艺术表现形式转化为静态，被誉为继毛相、刀美兰之后的“中国第二代孔雀王”，是中国大陆第一个举办个人舞蹈晚会的舞蹈家，多年来她出访各国进行艺术交流，相继在菲律宾、新加坡、俄罗斯、美国、加拿大、台湾、日本等国家举行专场舞蹈晚会上千场。

## 生平

### 早年
1958年11月10日生于云南省大理白族自治州洱源县茈碧湖镇文强村，父母都是白族，母亲是洱源县上村人。出生时候正赶上大跃进饥荒，生活十分困难。9岁时随家人迁居到西双版纳，文革开始后，出身地主家庭的父亲害怕挨整，扔下妻儿一走了之，身为长女的杨丽萍还有两个妹妹一个弟弟，刚满11岁的她和母亲一起挑起了家庭大梁，外甥女彩旗表示“姨妈一直是支撑整个家庭的人”。1971年进入西双版纳州歌舞团，月工资30元，她在这期间走村串寨，学习了几十个民族的民间舞蹈，主演的大型民族舞剧《孔雀公主》获得云南省1979年表演一等奖。

### 成名
1980年杨丽萍被中央民族歌舞团选中，来到北京工作，期间在中央民族大学学习。除了学习专业舞蹈知识，她以西双版纳生活和演出的十年阅历，开始自己编舞，1986年她创作并表演了独舞《雀之灵》，荣获第二届中国全国舞蹈比赛创作一等奖、表演第一名，并频频在电视荧屏上展现舞姿，让她一举成名。1988年被《北京日报》评为当年十大新闻人物之一，1989年拍摄了个人电视纪录片《杨丽萍的舞蹈艺术》，1990年在北京亚运会闭幕式上演出《雀之灵》。1992年成为中国大陆第一位赴台湾表演的舞蹈家，1993年在中央电视台春节联欢晚会上她创作表演的双人舞《两棵树》获得观众投票第一名。1994年国务院授予她全国民族团结进步模范称号，独舞《雀之灵》荣获中华民族20世纪舞蹈经典作品金奖。1997年参加日本大阪国际艺术节演出，被大阪国际交流中心授予最高艺术奖，菲律宾国家民间舞蹈协会赠予她为终身会员。1998年再次登上春晚，表演舞蹈《梅》，同年她自编自导自演的自传电影《太阳岛》荣获蒙特利尔国际电影节评委会大奖。

### 创造辉煌
2002年，杨丽萍回到云南采风，萌发了她创作大型原生态歌舞集《云南映象》的念头。为更好的进行筹备，她于2003年成立了云南映象歌舞团并办理了中央民族歌舞团的退休手续，担任了歌舞团的总编导、艺术总监及主舞者，亲自在云南各族农村甄选六十多位能歌善舞的农民演员，以展现最古朴原始的民族舞蹈。为了保证作品的质量和演出的资金运转，杨丽萍卖掉房子，拿出存款，走上一条商业化的艺术之路。其间她在张纪中版《射雕英雄传》中出演梅超风，扮相惊艳，颇受好评。
虽然在创作初期面临资金困难，但通过求助和交涉，《云南映象》项目得到了云南省人民政府的大力支持。2003年8月4日在昆明会堂首次公演后，时任云南省委副书记丹增称：“这才是真正的舞蹈、真正的民族文化、真正的艺术！”政府将《云南映象》当作当年省内重点艺术工程来抓，给予扶持帮助，并提出了“立足云南，走向全国，打入世界”的发展思路。之后在北京的演出也大获成功，在全国各地的巡演持续火爆，并进军国际文化市场，美国公共电视台制作播出了《云南映象——香格里拉传奇》八集纪录片，进入全球最顶尖的PBS品牌系列，此前华裔艺术家只有马友友入选。2009年《云南映象》开始年度世界巡演，尤其在美国辛辛那提做连续两个星期的推广性演出轰动了整个美国，辛辛那提市长特地将演出日命名为“云南映象”日。《云南映象》亦成为了云南省对外宣传的一个窗口，知情人士一致认为“地方政府与杨丽萍各取所需，实现了双赢”。
《云南映象》是中国标志性艺术精品，在中国舞台艺术舞蹈界形成了里程碑式的品牌形象，节目自公演以来，在国内四十八个城市、海外五十多个国家和地区演出，包括日本、美国、巴西、阿根廷等，公演接近三千场，成为中国民族文化，舞台艺术的营运典范，并实现了艺术性和商业性的双丰收。2004年拿下中国舞蹈荷花奖十项大奖中之五项奖项：舞蹈诗金奖、最佳编导奖、最佳女主角奖、最佳服装设计奖、优秀表演（打鼓设计）奖。杨丽萍也与演出商荆林成立了云南映象文化产业发展有限公司进行商业开发，但2008年因“理念不合”她不再跳《云南映象》，公司随之解散。杨丽萍之后重组了《云南映象》的演出和资产，将公司名称变更为云南响声文化传播有限公司，后又更名为云南杨丽萍文化传播有限公司。2012年10月，深圳创新投资集团向杨丽萍公司投资3000万元，完成私募融资并计划上市。
2005年，杨丽萍因其原生态歌舞集《云南映象》为展现云南民族文化做出了杰出艺术贡献获得万宝龙国际艺术赞助大奖。《云南映象》是杨丽萍自编自导的第一部大型原生态舞剧，亦是她舞台生涯的转折点。在这一部舞剧里，她用她所开创的原生态舞蹈将生活搬上舞台，将发生在身边的美放大，成为极富魅力的舞台艺术，亦延续到之后的舞蹈创作中。2007年编导的大型藏族原生态歌舞乐《藏谜》和2009年编导并主演《云南映像》姊妹篇《云南的响声》，都获得成功。2009年11月17日晚，在人民大会堂举行的欢迎美国总统奥巴马访华活动上，表演经典舞蹈《雀之灵》。

### 近况
2011年1月，杨丽萍入选了《中国国家形象片——人物篇》，与章子怡、周迅、范冰冰、张梓琳等女性领衔“中国美丽”。3月，获凤凰卫视“影响世界华人大奖”提名并于4月2日获得“影响华人盛典2010-2011”文化艺术领域奖。2012年杨丽萍再登央视春晚以舞蹈《雀之恋》完美展现舞蹈诗人的风姿，同年凭借舞剧《孔雀》的完美表演被《中国新闻周刊》评为“年度影响力人物”及读者口碑大奖。舞剧《孔雀》也被认为是杨丽萍舞台生涯的谢幕作品，之后她将退居幕后，从事创作编导和传承艺术的工作。

## 作品

### 舞蹈
《雨丝》、《火》、《绿色》、《拉萨河》、《红色诱惑》、《女儿国》、《心之翼》、《荷花度母》、《牛铃铛》、《催生》、《幻觉》、《云南映象》、《藏密》、《云南的响声》、《孔雀》、《孔雀公主》、《雀之灵》、《版纳三色》、《埃及舞》、《珠穆朗玛》

### 央视春晚演出
- 1988年 《节日之夜》
- 1989年 《舞之魂》、《版纳三色》、《孔雀》
- 1992年 《瑞雪》
- 1993年 《两棵树》 合作：陆亚
- 1998年 《梅》
- 2006年 《岁寒三友—松、竹、梅》 合作：刘岩、谭元元
- 2012年 《雀之恋》 合作：王迪

### 影视
- 1990年 电影《猛警神探》
- 1998年 电影《太阳鸟》
- 2003年 电视剧《射雕英雄传》 饰 梅超风
- 2007年 电视剧《暗流》 饰 李岚
- 2009年 电影《极限救援》 饰 叶岚

## 家庭
杨丽萍第一任丈夫是中央民族歌舞团的同行，后离婚。现任丈夫刘淳晴，为台湾裔美籍华人，二人于1990年相识，1995年结婚，但杨丽萍要跳舞需长期节食而无法怀孕。

## 轶事
2000年大理市双廊镇玉矶岛村给予杨丽萍一块洱海边的土地用以安家，当地画家赵青为杨丽萍设计了太阳宫，双廊镇亦因杨丽萍的到来而声名在外。此外她还在昆明市开设了一家名为"孔雀窝"的民族工艺品商店，由妹妹负责打理。

## 评价
|  | 从天地交合阴阳协调中获取灵性，致使她对于生命、爱情与死亡具有一种本能而浪漫的意识，从而使她的舞蹈艺术独辟蹊径，自成风格。她是真正的艺术家、创作者、实践者，真正独一无二至情至性的舞者。[22] |

### 个人
- 杨丽萍的新浪微博
- 杨丽萍：婚姻只是契约 束缚不了我的心灵（页面存档备份，存于）
- 杨丽萍：我看到万物真相（页面存档备份，存于）

### 作品
- 大型原生态民族歌舞集《云南映象》（页面存档备份，存于）
- 大型藏族原生态歌舞乐《藏谜》
- 大型原生态歌舞集《云南的响声》（页面存档备份，存于）